# Arvika socken
Arvika socken i Värmland ingick i Jösse härad, uppgick 1944 i Arvika stad och området ingår sedan 1971 i Arvika kommun och motsvarar från 2016 Arvika landsdistrikt
Socknens areal var 186,19 kvadratkilometer varav 151,96 land. År 1944 fanns här 5 005 invånare. Tätorten Jössefors och delar av tätorten Arvika samt sockenkyrkan Mikaelikyrkan ligger i socknen. 

## Administrativ historik
Socknen har medeltida ursprung. 1811 utbröts Arvika köping. 
Vid kommunreformen 1862 övergick socknens ansvar för de kyrkliga frågorna till Arvika församling och för de borgerliga frågorna bildades Arvika landskommun. 1 maj 1906 utbröts Arvika köpings församling (senare namnändrad till Arvika stadsförsamling och Arvika östra församling) och denna församling namnändrades till Arvika landsförsamling. Landskommunen inkorporerades 1944 i Arvika stad och församlingen namnändrades samtidigt till Arvika västra församling. 1 januari 2023 uppgick församlingen i Arvika-Ny församling.
1 januari 2016 inrättades distriktet Arvika landsdistrikt, med samma omfattning som församlingen hade 1999/2000.
Socknen har tillhört län, fögderier, tingslag och domsagor enligt vad som beskrivs i artikeln Jösse härad. De indelta soldaterna tillhörde Värmlands regemente, Jösse kompani.

## Geografi
Arvika socken ligger nordost om Glafsfjorden och dess vik Kyrkviken och kring sjön Racken. Socknen är i sydväst odlingsbygd invid Glafsfjorden och är i övrigt en kuperad skogsbygd.

## Fornlämningar
Från stenåldern finns några hällkistor. Från bronsåldern finns spridda gravrösen.

## Namnet
Namnet skrevs 1354 Ariukum och är ett bynamn som innehåller ar, 'å' och vik, 'vik' eller 'krök' och syftar på Kyrkviken eller krökar i Kyrkebyälven.

## Befolkningsutveckling
| Befolkningsutvecklingen i Arvika socken 1750–1990                                                        | Befolkningsutvecklingen i Arvika socken 1750–1990 | Befolkningsutvecklingen i Arvika socken 1750–1990 | Befolkningsutvecklingen i Arvika socken 1750–1990 | Befolkningsutvecklingen i Arvika socken 1750–1990 |
| --- | ------------------------------------------------- | ------------------------------------------------- | ------------------------------------------------- | ------------------------------------------------- |
| |                                                   |                                                   |                                                   |                                                   |
| År |                                                   |                                                   | Folkmängd                                         |                                                   |
| 1750 | 1750                                              |                                                   | 1 238                                             |                                                   |
| 1760 | 1760                                              |                                                   | 1 399                                             |                                                   |
| 1769 | 1769                                              |                                                   | 1 573                                             |                                                   |
| 1800 | 1800                                              |                                                   | 2 038                                             |                                                   |
| 1810 | 1810                                              |                                                   | 1 927                                             |                                                   |
| 1820 | 1820                                              |                                                   | 2 210                                             |                                                   |
| 1830 | 1830                                              |                                                   | 2 684                                             |                                                   |
| 1840 | 1840                                              |                                                   | 3 030                                             |                                                   |
| 1850 | 1850                                              |                                                   | 3 435                                             |                                                   |
| 1860 | 1860                                              |                                                   | 3 784                                             |                                                   |
| 1870 | 1870                                              |                                                   | 4 055                                             |                                                   |
| 1880 | 1880                                              |                                                   | 4 150                                             |                                                   |
| 1890 | 1890                                              |                                                   | 3 820                                             |                                                   |
| 1900 | 1900                                              |                                                   | 3 734                                             |                                                   |
| 1910 | 1910                                              |                                                   | 4 568                                             |                                                   |
| 1920 | 1920                                              |                                                   | 4 124                                             |                                                   |
| 1930 | 1930                                              |                                                   | 4 580                                             |                                                   |
| 1940 | 1940                                              |                                                   | 4 811                                             |                                                   |
| 1950 | 1950                                              |                                                   | 5 088                                             |                                                   |
| 1960 | 1960                                              |                                                   | 4 553                                             |                                                   |
| 1970 | 1970                                              |                                                   | 4 050                                             |                                                   |
| 1980 | 1980                                              |                                                   | 6 966                                             |                                                   |
| 1990 | 1990                                              |                                                   | 6 825                                             |                                                   |
| Anm: Källor: Umeå universitet - Tabellverket 1749-1859, Demografiska databasen, CEDAR, Umeå universitet. |                                                   |                                                   |                                                   |                                                   |